# Iota del Bover
Iota del Bover (ι Bootis) és un sistema estel·lar situat a la constel·lació del Bover. L'estrella porta el nom tradicional Asellus Secundus (del llatí "segon cadell de l'ase ") i la designació de Flamsteed 21 del Bover.
Aquesta estrella, en companyia dels altres Theta del Bover (θ Bootis), Kappa del Bover (κ Bootis) i Lambda del Bover (λ Bootis), eren sobrenomenades en àrab Al Aulād al Dhiʼbah (أولاد الضّباع - al aulād al dhiʼb), "Els petits de les Hienes".
Iota del Bover és una estrella doble situada a 97 anys-llum de la Terra. La distància angular entre les components és de 38,6 segons d'arc, fàcilment resolta amb binocles. 

## Sistema binari
La component principal, Iota del Bover A, és una nana blanca de la seqüència principal de tipus espectral A, de magnitud aparent mitjana +4,75. És classificada com una estrella variable de tipus Delta Scuti, el seu esclat varia de +4,73 a +4,78. El seu company, Iota del Bover B, és una estrella de magnitud +8,27 i de tipus espectral KIV